# 田豫
田 豫（でん よ、生没年不詳）は、中国後漢末期から三国時代にかけての武将・政治家。字は国譲。幽州漁陽郡雍奴県の人。子は田彭祖。『三国志』魏志「満田牽郭伝」に伝がある。

## 生涯
劉備が公孫瓚の下に逃れた時、年少であった田豫は劉備に身を託し、劉備から非常に高く評価された。劉備が陶謙の推挙で豫州刺史となると、田豫は老齢の母のために帰郷した。この時、劉備は「君と共に大事を成せないのは惜しい」と涙を流した。
その後、公孫瓚の下で東州県令を代行した。公孫瓚軍の王門が袁紹に寝返り、1万の兵を率いて来襲してきた時は、城壁の上から王門を弁舌でやり込めた。このため王門は恥じ入って退散した。公孫瓚は田豫の権謀の才を知ったが、任用できなかった。
199年、公孫瓚が袁紹に滅ぼされ、鮮于輔が漁陽太守を代行するようになると、旧友の田豫を長史に取り立てた。鮮于輔は誰に従属するか迷っていたので、田豫に相談した。このため田豫は曹操に帰服することを勧め、鮮于輔はその進言に従って曹操から厚遇された。田豫も丞相軍謀掾に取り立てられ、潁陰・朗陵の県令・弋陽太守を歴任した。田豫はその各地で治績を挙げた。
後に田豫は曹彰の相に任命された。代郡の烏桓討伐に随行し、易水の北で奇襲され曹彰軍は窮地に陥った。曹彰は田豫の進言に従い、戦車で円陣を作って敵を防ぎ、敵が撤退すると追撃して大勝した。代郡が平定されたのは、田豫の策によるところが大きかったという。
その後、田豫は南陽太守に任命された。前任である東里袞の悪政により侯音が反乱し、数千人が山賊となり、その仲間500人が収監された。田豫が彼らを説諭し釈放すると、その恩寵に感謝した者たちは仲間を説得したため、一日で賊は解散し、郡は平穏を取り戻した。
曹丕の時代、北狄が国境を騒がしたため、田豫は持節・護烏桓校尉となり、牽招・解儁とともに鮮卑を監督するなど、北方の国境地帯の安定に貢献した。田豫の手法は分割して統治するもので、異民族が連合しないよう互いに分離し、常に争わせるべく策略をめぐらせていた。魏に友好的な鮮卑の部族が反抗的な部族に攻められた時は兵を率いて救援し、策略を用いて勝利した。また、烏桓王の骨進が魏に従わなかったため、自ら百騎ばかりの兵を率いて骨進の部落に出向き、出迎えた骨進を斬った。このことから田豫の威光は北方に響き渡ったという。
また、幽州・冀州で跋扈していた山賊の高艾を鮮卑の素利の協力を得て斬り、その功績で長楽亭侯となった。
護烏桓校尉を9年務めたが、その間に令狐愚から弾劾を受けたこともあった（「王淩伝」が引く『魏書』）。さらに幽州刺史の王雄一派と対立し讒言を受けたため、汝南太守・殄夷将軍となった。
太和年間の末に公孫淵が反乱すると、曹叡は誰に鎮圧させるか迷ったが、中領軍の楊曁は田豫を推薦したため、田豫に太守のまま青州の諸軍を率いさせ、仮節を与えて遼東に向かわせた。しかし、呉が公孫淵と同盟したという情報が入ったため、曹叡は退却命令を下した。田豫は賊船の航路を予測し、要害を押さえて待ち受けた。諸将は田豫の作戦を嘲笑したが、田豫の予測通り賊船が流れ着き、乗員は全て捕虜となった。このため、諸将は賊を追討しようと逸ったが、田豫は敵兵が必死の抵抗をすることを懸念し、これを許さなかった。
青州刺史の程喜は、田豫に軍権を奪われたことが不満であり、軍中で何度か対立したことから憎悪の感情を持っていた。程喜は田豫が戦利品を国庫に収めていないと讒言したため、田豫の功績は取り上げられなかった。
234年、孫権が10万の軍勢を率いて合肥新城に攻め寄せると、満寵は諸軍を率いて救援しようとした。田豫は「城を攻めさせて相手の疲労を待つべきです。こちらの思惑に気づけば敵は退くでしょう」と曹叡に言上し、曹叡はこれに従った。果たして呉軍は退却した。
景初年間の末に300戸を加増され、領邑は500戸となった。正始年間の初めに使持節・護匈奴中郎将となり、振威将軍を加えられ、并州刺史を兼任した。周辺の異民族はその威名を聞き、貢物を献上した。国境地帯は平穏で、民衆から慕われたという。
晩年は中央に召還されて衛尉となった。何度か辞任を願い出たが、司馬懿は書簡で諭して許可しなかった。田豫は「もう70歳を越えているというのに、未だ官位に就いているなど罪深い」と返書し、重病だと称した。その後、太中大夫に任命された。
官職を退いてからは魏郡で質素な生活をし、汝南の民からの援助も断っていた（『魏略』）。82歳で死去し、子の田彭祖が跡を嗣いだ。
254年、生前の功績が評価され、銭と穀物が遺族に下賜された。
小説『三国志演義』では、諸葛亮の最後の北伐時、呉の侵攻に備えて襄陽に向かう、という記述しかない。

## 人物
私生活は慎ましく、戦利品は将兵に分け与え、異民族からの献上物は全て国庫に寄付していたので、家族は常に窮乏していた。異民族は田豫の振る舞いを尊んでいたという。
陳寿は田豫について「清廉に身を処し計略に通じていた。能力に対して地位は過小であった」と評している。